# Kurinbi
Kurinbi (Dhivehi: ކުރިނބީ) is een van de bewoonde eilanden van het Haa Dhaalu-atol behorende tot de Maldiven.

## Demografie
Kurinbi telt (stand maart 2007) 317 vrouwen en 363 mannen.